# Luftangriff auf Elorrio
Der Luftangriff auf Elorrio erfolgte am 31. März 1937 während des Spanischen Bürgerkriegs. Er wurde vom Generalstab der deutschen Legion Condor um Wolfram von Richthofen und Hugo Sperrle geplant, jedoch von der italienischen Aviazione Legionaria ausgeführt. Während der Operation warfen die Flugzeuge der italienischen Luftwaffe insgesamt achtzehn 50 kg Bomben ab, wobei in Elorrio mindestens sieben Menschen getötet wurden.
Wie auch beim am selben Tag erfolgten schweren Luftangriff auf Durango diente der Luftangriff auf Elorrio in erster Linie keinen militärstrategischen Zielen, sondern vorrangig der Demoralisierung der Zivilbevölkerung und zur Vorbereitung auf den erwarteten Zweiten Weltkrieg.